# Bana jezik
Bana jezik (baza, ka-bana, koma, mizeran, parole des bana; ISO 639-3: bcw), čadski jezik skupine biu-mandara kojim govori 23 000 ljudi (2007) uz nigerijsku granicu u Kamerunu
Postoje dva dijalekta gamboura (14 000) i gili ili guili (9 000). Piše se na latinici.

## Vanjske poveznice
- Ethnologue (14th)
- Ethnologue (15th)